# Fredrik Björk
Fredrik Tomas Björk, född 29 april 1987 i Mårdaklev, är en svensk före detta fotbollsspelare.

## Karriär
Björks moderklubb är Mårdaklevs IK. Han spelade därefter för Varbergs GIF, som han gjorde ett mål för 2004. Han lämnade Varbergs GIF för lokalkonkurrenten Varbergs BoIS som 19-åring 2006. I februari 2015 skrev Björk på för division 4-klubben Varbergs GIF. Han spelade 50 matcher och gjorde två mål för klubben mellan 2015 och 2017.